# Сігроув (Північна Кароліна)
Сігроув (англ. Seagrove) — місто (англ. town) в США, в окрузі Рендолф штату Північна Кароліна. Населення — 235 осіб (2020).

## Географія
Сігроув розташований за координатами 35°32′25″ пн. ш. 79°46′46″ зх. д. / 35.54028° пн. ш. 79.77944° зх. д. (35.540259, -79.779442).  За даними Бюро перепису населення США в 2010 році місто мало площу 2,70 км², з яких 2,68 км² — суходіл та 0,01 км² — водойми.

## Демографія
Згідно з переписом 2010 року, у місті мешкало 228 осіб у 97 домогосподарствах у складі 68 родин. Густота населення становила 85 осіб/км².  Було 125 помешкань (46/км²).
Расовий склад населення:
| - 93,9 % — білих - 2,6 % — чорних або афроамериканців |

До двох чи більше рас належало 3,5 %. Частка іспаномовних становила 1,3 % від усіх жителів.
За віковим діапазоном населення розподілялося таким чином: 19,3 % — особи молодші 18 років, 60,5 % — особи у віці 18—64 років, 20,2 % — особи у віці 65 років та старші. Медіана віку мешканця становила 45,3 року. На 100 осіб жіночої статі у місті припадало 88,4 чоловіків;  на 100 жінок у віці від 18 років та старших — 82,2 чоловіків також старших 18 років.
Середній дохід на одне домашнє господарство  становив 42 980 доларів США (медіана — 32 250), а середній дохід на одну сім'ю — 45 109 доларів (медіана — 32 353). За межею бідності перебувало 16,4 % осіб, у тому числі 22,8 % дітей у віці до 18 років та 0,0 % осіб у віці 65 років та старших.
Цивільне працевлаштоване населення становило 126 осіб. Основні галузі зайнятості: виробництво — 29,4 %, освіта, охорона здоров'я та соціальна допомога — 15,1 %, будівництво — 15,1 %.